# 大里氏 (阿蘇氏流)
大里氏（おおさとし）は、阿蘇氏の族。阿蘇惟善の次男大里惟真（阿蘇友貞の弟）を祖とする。本姓は宇治氏。源平藤橘以外の出自を持つ武士の一例。
1593年（文禄2年）、阿蘇惟光は梅北一揆に家臣が加担したとして豊臣秀吉に自害させられた。関ヶ原の戦い後に加藤清正の計らいで惟光の弟の阿蘇惟善に所領が与えられ、惟善の長子である阿蘇友貞が阿蘇家を継ぎ、惟善の次男惟真は大里家を起こした。南北朝時代に親兄弟で血まみれで争った阿蘇家の歴史を繰り返すまいとする意向が見てとれる。
大里氏は加藤家改易後、細川家の庇護を受け細川藩士となった。江戸時代を通じて大里氏が郡代・奉行副役・奉行等の役職についていた為、大名の身分を剥奪された阿蘇家の地位向上を働きかけていたものと見られている。参勤交代の折には、歴代藩主が阿蘇家の元を訪れることになっていた。
阿蘇真楫、阿蘇惟典を相次いで養子として阿蘇家に差し出したため、長宗我部系の町家より養子を取っている。
- 阿蘇真楫（1705年 - 1765年）大里惟真の孫・大里惟伸の子、第82代大宮司
- 阿蘇惟典（1732年 - 1793年）大里惟伸の孫・大里惟栄の子、第83代大宮司（惟栄は大宮司には就かず）

文久年間の地図によれば、阿蘇家出屋敷が現在の熊本市中央区京町にありその隣が大里家屋敷となっていた。
熊本藩関口流抜刀術相伝者　関口流七代 大里右金吾宇治惟翰